# Stanley Umude
Stanley Umude (Portland, 12 de abril de 1999) é um jogador norte-americano de basquete profissional que atualmente joga pelo Milwaukee Bucks da National Basketball Association (NBA) e no Wisconsin Herd da G-League.
Ele jogou basquete universitário pela Universidade do Arkansas e pela Universidade da Dakota do Sul.

## Carreira no ensino médio
Umude frequentou a Earl Warren High School em San Antonio, Texas. Como estudante do terceiro ano, Umude estava com média de 24 pontos antes de uma lesão o forçar a perder a maior parte da temporada. Como estudante do último ano, ele teve médias de 23,2 pontos, 6,2 rebotes, 2,4 bloqueios e 2,1 assistências.
Considerado o 58º melhor prospecto de sua classe de acordo com a Rivals, Umude se comprometeu com a Universidade da Dakota do Sul em novembro de 2016.

## Carreira universitária
Umude começou como reserva em seu primeiro ano e teve média de 1,1 pontos. Ele teve mais minutos como estudante do segundo ano devido a uma série de lesões na equipe. Umude marcou 28 pontos em 18 de dezembro de 2018, em uma derrota por 89–53 para o Kansas. Em 30 de janeiro de 2019, ele marcou seu recorde pessoal de 32 pontos em uma derrota por 102–71 para o Purdue Fort Wayne. Como estudante do segundo ano, Umude teve médias de 14,4 pontos e 5,5 rebotes. Isso representou o maior aumento na pontuação em um único ano na Divisão I e ele foi selecionado para a Primeira Equipe da Summit League. Após a temporada, Umude optou por entrar no portal de transferências, mas em 8 de maio de 2019, ele anunciou que estava retornando a South Dakota. Em sua terceira temporada, ele ficou em segundo lugar na equipe em pontuação com média de 16,7 pontos, enquanto tinha médias de 6,3 rebotes e bloqueava 42 arremessos. Umude foi nomeado para a Segunda Equipe da Summit League.
Em sua estreia na última temporada em 25 de novembro de 2020, Umude registrou 24 pontos, seis rebotes e três bloqueios em uma derrota por 84–61 para Colorado, tornando-se o 31º jogador desde 1988 a marcar 1.000 pontos na carreira e o 50º jogador na história da universidade. Em 12 de dezembro, ele marcou um recorde pessoal de 41 pontos e pegou 11 rebotes em uma vitória por 91–78 contra South Dakota State. Em sua última temporada, Umude teve médias de 21,5 pontos, sete rebotes e três assistências, sendo selecionado para a Primeira Equipe da Summit League. Após a temporada, ele transferiu-se para Universidade do Arkansas.

## Carreira profissional

### Motor City Cruise / Detroit Pistons (2022–2024)
Após não ser selecionado no draft da NBA de 2022, Umude assinou um contrato com o Detroit Pistons e foi adicionado ao elenco, mas foi dispensado em 15 de outubro. Em 3 de novembro, ele foi nomeado para o elenco de abertura do Motor City Cruise da G-League.
Em 10 de fevereiro de 2023, Umude assinou um contrato de 10 dias com os Pistons. Dez dias depois, ele foi readquirido pelo Cruise.
Em julho de 2023, Umude juntou-se aos Pistons para a Summer League de 2023 e, em 2 de outubro, assinou com eles. Em 23 de outubro, seu contrato foi convertido em um contrato de duas vias e, em 23 de fevereiro de 2024, ele assinou um contrato padrão.

### Milwaukee Bucks / Wisconsin Herd (2024–Presente)
Em 9 de julho de 2024, Umude assinou um contrato de duas vias com o Milwaukee Bucks e o seu afiliado da G-League, Wisconsin Herd.

## Estatísticas da carreira

### NBA

#### Temporada regular
| Ano      | Equipe   | PJ | PT | MPJ  | AP   | 3P   | LL    | RT  | AS | BR  | TO  | PPJ |
| -------- | -------- | -- | -- | ---- | ---- | ---- | ----- | --- | -- | --- | --- | --- |
| 2022–23  | Detroit  | 1  | 0  | 2.1  | .000 | .000 | 1.000 | .0  | .0 | 1.0 | 1.0 | 2.0 |
| 2023–24  | Detroit  | 24 | 2  | 12.8 | .440 | .453 | .906  | 2.1 | .5 | .3  | .3  | 5.3 |
| Carreira | Carreira | 25 | 2  | 7.4  | .220 | .226 | .953  | 1.0 | .2 | .6  | .6  | 3.6 |

### Universitário
| Ano      | Equipe       | PJ  | PT  | MPJ  | AP   | 3P   | LL   | RT  | AS  | BR  | TO  | PPJ  |
| -------- | ------------ | --- | --- | ---- | ---- | ---- | ---- | --- | --- | --- | --- | ---- |
| 2017–18  | South Dakota | 14  | 0   | 3.4  | .286 | .000 | .700 | .5  | .1  | .1  | .1  | 1.1  |
| 2018–19  | South Dakota | 30  | 18  | 26.6 | .491 | .351 | .701 | 5.5 | 1.4 | .7  | 1.2 | 14.4 |
| 2019–20  | South Dakota | 32  | 32  | 30.5 | .459 | .333 | .745 | 6.3 | 2.1 | .7  | 1.3 | 16.7 |
| 2020–21  | South Dakota | 25  | 25  | 32.3 | .471 | .355 | .799 | 7.0 | 3.0 | .4  | .4  | 21.5 |
| 2021–22  | Arkansas     | 37  | 25  | 27.8 | .460 | .371 | .724 | 4.6 | 1.1 | 1.0 | .8  | 11.9 |
| Carreira | Carreira     | 138 | 100 | 24.1 | .433 | .282 | .733 | 4.7 | 1.5 | .5  | .7  | 13.1 |

## Prêmios e homenagens
NBA
- Campeão da Copa da NBA: 2024

## Links externos
- Biografia do Arkansas Razorbacks
- Biografia de Dakota do Sul